# 需量反應
需量反應（英語：demand response）是利用改變用電需求，來使供電足以滿足用電。傳統電力系統主要是調整電力供應端的輸出來滿足用電，然而某些發電機組有操作上的限制（例如：升降載要花一定的時間），且尖峰備用機組的成本較高。不同於過去從供應端調整的方法，需量反應從需求端來調整。
常見的作法有降低用電離峰時的電價，來鼓勵用戶在離峰時使用電力，此作法要配合智慧電錶的安裝。另外一種作法是需量競價，為電力公司管理電力需求的一種方式，是指系統高載時期，開放用戶把節省下來的電賣回給電力公司，並由用戶出價競標。電力公司則採愈低報價者先得標方式決定得標者，若得標者於抑低用電期間確實減少用電量，則可獲得電費扣減。此措施藉由用戶自報需量反應方式，賦與用戶更多自主權，激發抑低用電潛能，以改善系統負載型態，進而延緩對新設電源之開發或降低可能面臨之限電風險。
電力公司推出的負載端管理機制，工業大戶下午六時前向電力公司報價競標，得標後，隔天依報價降低用電量，電力公司支付費用，每度電報價最高十元。換句話說，電力公司花十元買回一度電，故可少發一度電，而這度電的燃料成本可能大於十元，電力公司還有利可圖，所以「需量競價」是經濟調度的手段。